# Municipio de Pleasant (condado de Hutchinson)
El municipio de Pleasant (en inglés: Pleasant Township) es un municipio ubicado en el condado de Hutchinson en el estado estadounidense de Dakota del Sur. En el año 2010 tenía una población de 46 habitantes y una densidad poblacional de 0,61 personas por km².

## Geografía
El municipio de Pleasant se encuentra ubicado en las coordenadas 43°27′57″N 97°34′16″O / 43.46583, -97.57111. Según la Oficina del Censo de los Estados Unidos, el municipio tiene una superficie total de 75.17 km², de la cual 74,99 km² corresponden a tierra firme y (0,24 %) 0,18 km² es agua.

## Demografía
Según el censo de 2010, había 46 personas residiendo en el municipio de Pleasant. La densidad de población era de 0,61 hab./km². De los 46 habitantes, el municipio de Pleasant estaba compuesto por el 100 % blancos. Del total de la población el 0 % eran hispanos o latinos de cualquier raza.